# Benjamin Robert
Benjamin Robert (ur. 4 stycznia 1998 w Tuluzie) – francuski lekkoatleta specjalizujący się w biegach średniodystansowych, halowy wicemistrz Europy z 2023.
Odpadł w eliminacjach biegu na 800 metrów na igrzyskach olimpijskich w 2020 w Tokio. Zajął 5. miejsce na tym dystansie na mistrzostwach Europy w 2022 w Monachium.
Zdobył srebrny medal w biegu na 800 metrów na halowych mistrzostwach Europy w 2023 w Stambule, przegrywając jedynie z Adriánem Benem z Hiszpanii, a wyprzedzając Eliotta Crestana z Belgii.
Zdobył mistrzostwo Francji w biegu na 800 metrów w latach 2020–2022, a w hali w latach 2021–2023 oraz wicemistrzostwo w hali w 2018.

## Osiągnięcia
| Rok  | Impreza                     | Miejsce   | Konkurencja   | Pozycja    | Wynik   |
| ---- | --------------------------- | --------- | ------------- | ---------- | ------- |
| 2017 | Mistrzostwa Europy juniorów | Grosseto  | bieg na 800 m | 6. miejsce | 1:49,82 |
| 2021 | Halowe mistrzostwa Europy   | Toruń     | bieg na 800 m | półfinał   | 1:48,25 |
| 2021 | Igrzyska olimpijskie        | Tokio     | bieg na 800 m | eliminacje | 1:47,12 |
| 2022 | Mistrzostwa świata          | Eugene    | bieg na 800 m | półfinał   | 1:45,67 |
| 2022 | Mistrzostwa Europy          | Monachium | bieg na 800 m | 5. miejsce | 1:45,42 |
| 2023 | Halowe mistrzostwa Europy   | Stambuł   | bieg na 800 m | 2. miejsce | 1:47,34 |
| 2023 | Mistrzostwa świata          | Budapeszt | bieg na 800 m | półfinał   | 1:44,38 |

## Rekordy życiowe
- bieg na 400 metrów – 47,94 (21 maja 2017, Tuluza)
- bieg na 400 metrów (hala) – 48,53 (1 lutego 2018, Aubière)
- bieg na 800 metrów – 1:43,48 (9 czerwca 2023, Paryż)
- bieg na 800 metrów (hala) – 1:46,06 (20 lutego 2021, Miramas)
- bieg na 1000 metrów – 2:17,11 (10 sierpnia 2022, Monako)
- bieg na 1000 metrów (hala) – 2:19,59 (14 lutego 2022, Val-de-Reuil)
- bieg na 1500 metrów – 3:50,97 (6 maja 2018, Tuluza)
- bieg na 1500 metrów (hala) – 3:44,72 (4 lutego 2022, Miramas)